# Vicent Beltran i Calvo
Vicent Beltran Calvo (1969, Callosa d'en Sarrià, la Marina Baixa) és un filòleg valencià, professor del Departament de Filologia Catalana de la Universitat d'Alacant, especialitzat en dialectologia catalana a les comarques del sud del País Valencià.
L'any 1996 fou guardonat amb el Premi d'Investigació 25 d'abril de la Vila de Benissa pel treball de recerca El parlar de Benissa. Juntament amb Carles Segura Llopes fou guardonat amb el Premi IEC de Lexicografia i Onomàstica Joan Coromines del 2017, dels premis sant Jordi de l'Institut d'Estudis Catalans, pel llibre de recerca Els parlars valencians. És un treball que arreplega per primera vegada l'estudi geolingüístic del català al País Valencià en conjunt. Aquest treball fou realitzat emprant el mètode geolingüístic de la dialectologia tradicional: entrevistar informants de més de 300 localitats, nascuts i criats al poble, amb pares i avis autòctons, amb l'ajut de qüestionaris preparats i utilitzant l'enquesta indirecta, generalment amb imatges. El 2017 fou el llibre d'assaig més venut a la 5a edició de la Plaça del Llibre de València.